# Ilex corallina
{{#ifeq:0|0|{{#if:Ilex corallina|{{#if:|[[]}}|[[]]}}}}
Ilex corallina — вид квіткових рослин з родини падубових.

## Морфологічна характеристика
Це вічнозелене дерево чи кущ 3–10 метрів заввишки. Гілочки буруваті, тонкі, поздовжньо кутасті, голі чи запушені; 3-річні гілочки з дрібними сочевичками. Ніжка листка пурпурно-червона, (1)4–10 мм, гола чи запушена. Листова пластина абаксіально (низ) зеленувата, адаксіально темно-зелена, яйцювата, яйцювато-еліптична, яйцювато-ланцетна чи довгаста, 4–10(13) × 1.5–3(5) см, обидві поверхні голі чи середня жилка рідко запушена адаксіально, край хвилястий, городчасто-пилчастий, рідко кінчики зубців шипуваті, верхівка загострена чи гостра. Плід пурпурно-червоний, субкулястий чи еліпсоїдний, 3–5 мм у діаметрі. Квітне у лютому — травні; плодить у вересні — жовтні.

## Поширення
Ареал: Китай пн. М'янма. Населяє ліси, змішані ліси, чагарникові ділянки, гірські схили; на висоті від 400 до 3000 метрів, але в основному від 700 до 2400 метрів.

## Використання
Листя і коріння використовують для лікування опіків, жовтого стригучого лишаю та розтягнення м'язів.

## Галерея

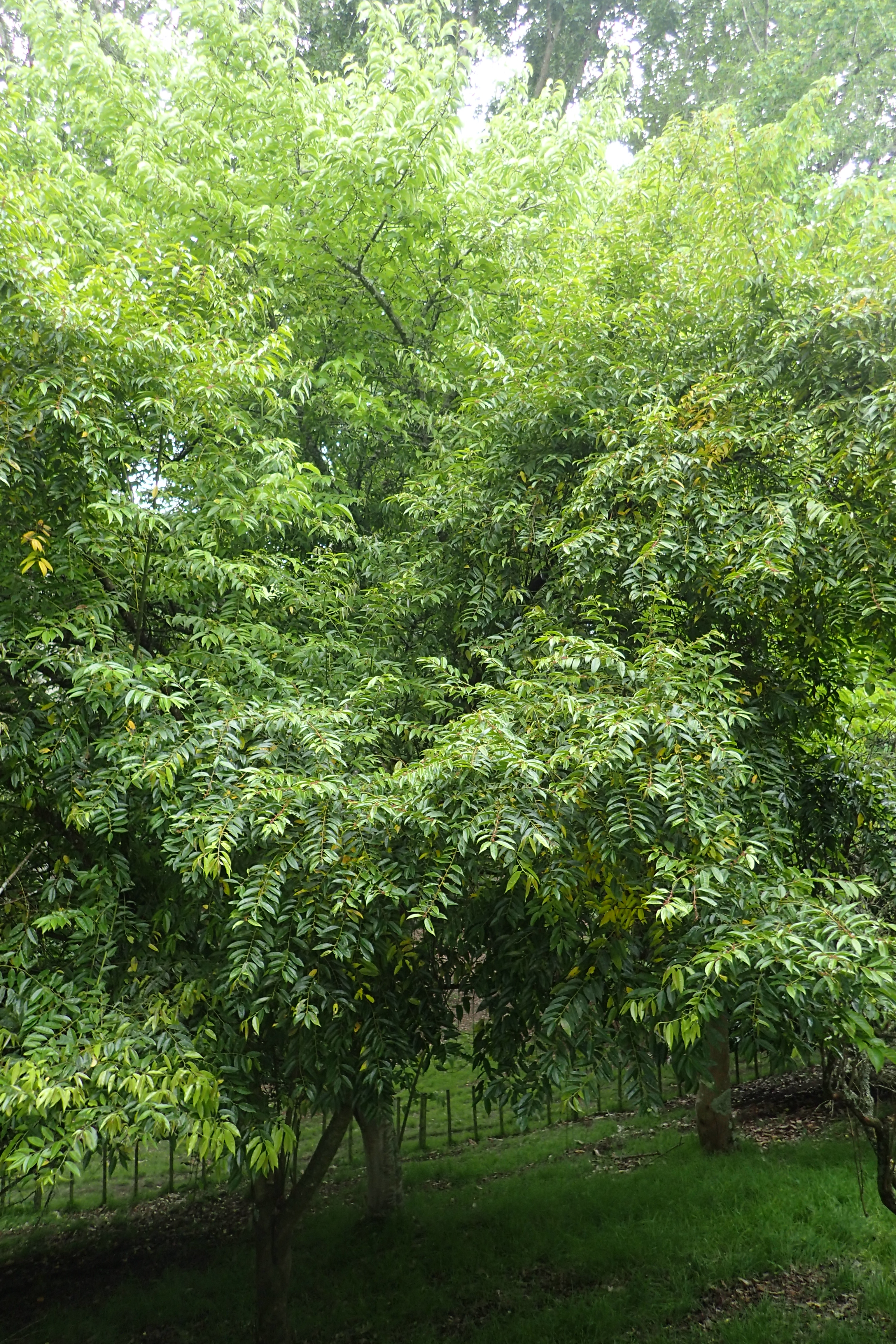
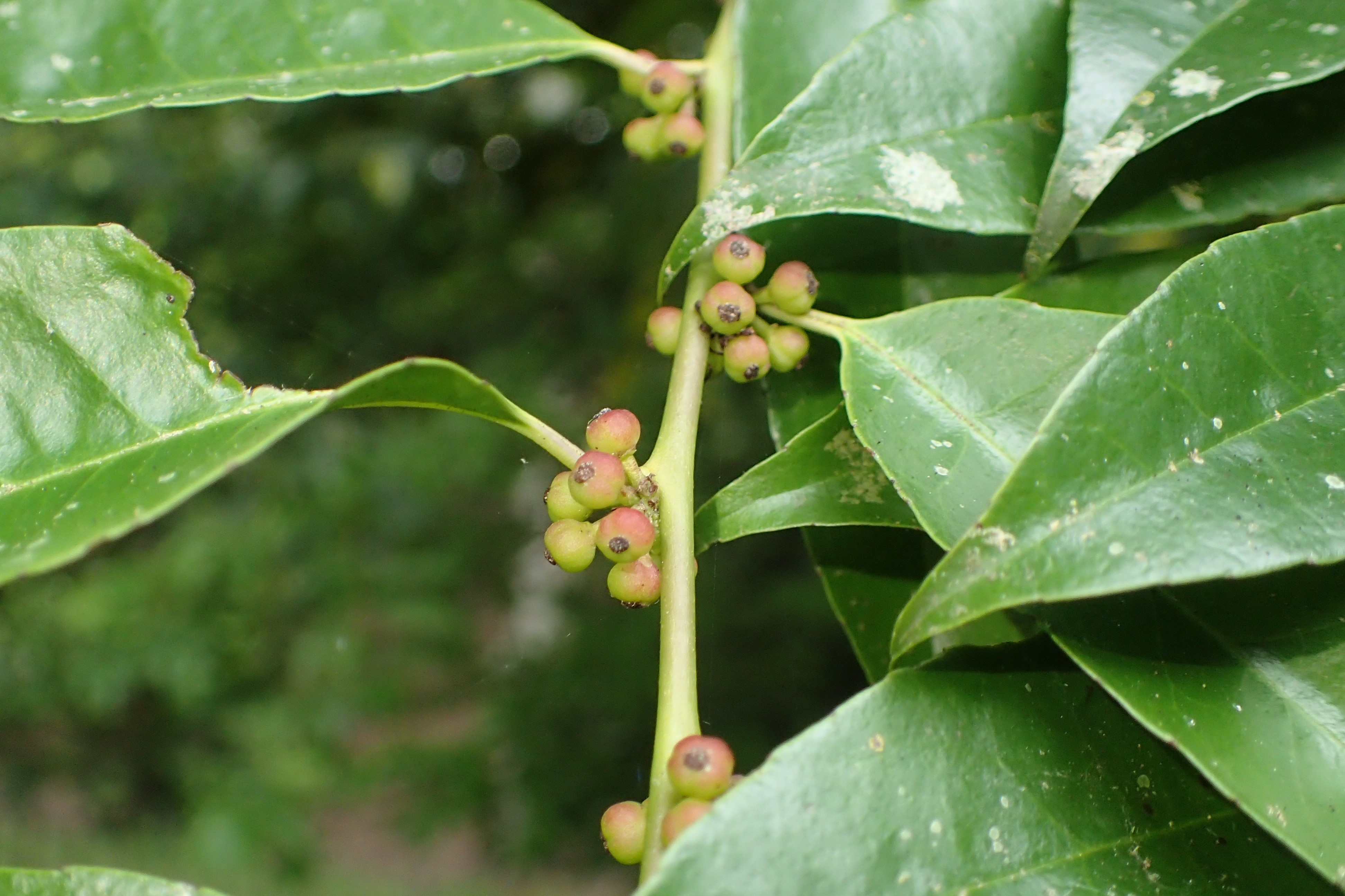